# Jan Julius Lodewijk Duyvendak
Pour les articles homonymes, voir Duyvendak.

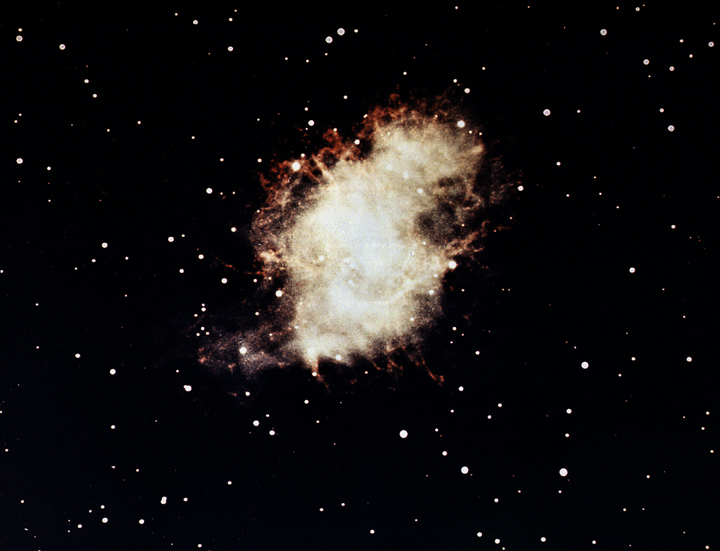
La nébuleuse du Crabe en 1959, reste de l'étoile invitée de 1054.

Jan Julius Lodewijk Duyvendak (né le 28 juin 1889 à Harlingen, mort le 9 juillet 1954 à Leyde) est un sinologue néerlandais ayant travaillé dans la première moitié du XXe siècle.

## Biographie
Après des études en philologie à l'université de Leyde, il s'orienta vers le chinois sous la direction de Jan Jakob Maria de Groot. En 1910-1911 il se déplaça à Paris, où il continua ses études sous la direction de Édouard Chavannes et Henri Cordier. Il fut ensuite pendant six ans (1912-1918) interprète à l'ambassade des Pays-Bas à Pékin, avant d'obtenir un poste à l'université de Leyde en 1919. Il fut auteur de plusieurs traductions de documents chinois, dont le Dao de jing (litt. « Livre de la voie et de la vertu »), ainsi que d'un faux réalisé par un occidental, Sir Edmund Backhouse.
Durant la seconde guerre mondiale, il œuvra à protéger des Juifs dans son pays occupé par l'armée du Troisième Reich.
En astronomie, Jan Julius Lodewijk Duyvendak est connu pour avoir aidé son compatriote Jan Oort à trouver et traduire des documents chinois relatant l'apparition d'une « étoile invitée » en l'an 1054, dont Oort avait montré qu'il s'agissait selon toute vraisemblance d'une supernova, par la suite appelée SN 1054.